# العاصفة آدم
العاصفة آدم هي نظام طقس قطبي شديد، أثر على لبنان في فبراير 2025 والمنطقة المحيطة بها.

## التوقيت والمدة
اشتدّت العاصفة بعد ظهر يوم الأربعاء 19 فبراير 2025. ومن المتوقع أن تهدأ تدريجيًا صباح يوم الثلاثاء 25 فبراير 2025.

## التأثير على لبنان
تجلب العاصفة درجات حرارة قطبية باردة إلى المناطق الساحلية والجبلية، ومن المتوقع تساقط الثلوج على ارتفاعات تصل إلى 300 متر فوق مستوى سطح البحر، وقد أصدر وزير التربية والتعليم اللبناني توجيهات بشأن مواعيد الدراسة بسبب العاصفة.

## الأحوال الجوية
من المتوقع هطول أمطار غزيرة، بما في ذلك تساقط الثلوج على ارتفاعات منخفضة بشكل غير معتاد، ومن المرجح هبوب رياح قوية، مع أن سرعة الرياح لم تُحدد في نتائج البحث.